# Errinopsis fenestrata
Errinopsis fenestrata is een hydroïdpoliep uit de familie Stylasteridae. De poliep komt uit het geslacht Errinopsis. Errinopsis fenestrata werd in 1983 voor het eerst wetenschappelijk beschreven door Cairns. 